# تری کلارک
تری لین ساسن (به انگلیسی: Terri Lynn Sauson) متولد ۱۵ اوت ۱۹۶۸ خوانندهٔ کانادایی در سبک کانتری است. تری کلارک موفقیت‌هایی در آمریکا و کانادا بدست آورده‌است و تعدادی از کارهایش در لیست ده آهنگ برتر موسیقی کانتری آمریکا قرار گرفته‌است.